# ادهم فوزي
أدهم فوزي (مواليد 2000) هو لاعب شطرنج مصري. حاصل على لقب استاذ دولي كبير من الاتحاد العالمي للشطرنج في عام 2019. اعتبارًا من مايو 2023 ، كان ثالث أفضل لاعب مصري نشط ، والرابع على القارة الأفريقية.

## الحياة مهنية
فاز ادهم في عام 2018  و 2019  ببطولة الشطرنج الأفريقية للناشئين .
حصل على المركز الثالث في بطولة أفريقيا للشطرنج 2021 ، وتأهل إلى كأس العالم للشطرنج لسنة 2021 ،  وفاز ببطولة افريقيا للشطرنج سنة 2023 .

## روابط خارجية
- ادهم فواز على موقع الاستحاد العالمي للشطرنج
- مبارايات ادهم فوزي على chessgames